# 목돈연구소
《목돈연구소》는 SBS 러브FM(수도권 FM 103.5㎒)에서 방송되는 경제 전문 라디오 프로그램이다.

## 역사
2021년 2월 22일에 첫방송되었으며, 원래는 저녁 8시 5분에 방송되었으나, 2021년 9월 13일에 오전 11시로 시간대가 변경되었다.
2025년 4월 7일부터 봄 개편으로 오후 4시에 어예진의 방과후 목돈연구소가 신설되었다.

## 코너
목돈연구소 매일 코너
- 1타 경제브리핑

목돈연구소 요일별 코너
- 월요일 : 증시연구소
- 화요일 : 맨손경제
- 수요일 : 부동산연구소
- 목, 금요일 : IT 언박싱
- 토요일 : 돈의 역사, 티키타카
- 일요일 : 피스 앤 리치, 지식 편의점

방과후 목돈연구소 요일별 코너
- 월요일 : 마켓 인사이트, 법대로 합시다
- 화요일 : 라떼뉴스, 문화살롱
- 수요일 : 방과후 북카페, 글로벌 톡톡
- 목요일 : 주간 키워드, 꼬.꼬.브
- 금요일 : 방과후 차차차, 방과후 경제교실, 삶은 여행

## 역대 방송시간
| 방송 채널  | 방송 기간                         | 방송 시간                                                                                   |
| ---------- | --------------------------------- | ------------------------------------------------------------------------------------------- |
| SBS 러브FM | 2021년 2월 22일 ~ 2021년 9월 12일 | 매일 저녁 8:05 ~ 밤 9:00                                                                    |
| SBS 러브FM | 2021년 9월 13일 ~ 2025년 4월 6일  | 매일 오전 11:00 ~ 낮 12:00                                                                  |
| SBS 러브FM | 2025년 4월 7일 ~ 현재             | 매일 오전 11:00 ~ 낮 12:00 (목돈연구소) 월~토요일 오후 4:00 ~ 저녁 5:00 (방과후 목돈연구소) |

## 역대 진행자
목돈연구소
- 2021년 2월 22일 ~ 2023년 3월 5일 : 정철진 경제연구소 소장
- 2023년 3월 6일 ~ 현재 : 박연미 경제평론가

방과후 목돈연구소
- 2025년 4월 7일 ~ 현재 : 어예진 경제평론가

## 지역 방송국 프로그램
| 방송 채널             | 방송 권역           | 프로그램                                       | 진행자                |
| --------------------- | ------------------- | ---------------------------------------------- | --------------------- |
| KNN 러브FM KNN 파워FM | 부산광역시 경상남도 | 머니마니쇼 시즌2 (오전)                        | 장원일, 성은진 (오전) |
| KNN 러브FM KNN 파워FM | 부산광역시 경상남도 | 강영운, 이윤정의 노래하나 얘기둘 1, 2부 (오후) | 강영운, 이윤정 (오후) |